# Maclura pomifera
Maclura pomifera (Raf.) C.K. Schneid. è una pianta arborea appartenente alla famiglia delle Moracee diffusa negli Stati Uniti d'America. È conosciuta anche come gelso del Texas, oppure gelso degli Osagi, legno d'arco (in riferimento al fatto che gli Osagi ne ricavavano legna per i propri archi), moro degli Osagi, melo da siepi, o melo dei cavalli.
L'epiteto specifico è un omaggio al geologo William Maclure (1763–1840).

## Descrizione
La pianta è un albero che può raggiungere i 7-15 metri di altezza con una chioma folta ma irregolare.

### Fusto
Il tronco è irregolare e tormentato, la corteccia contiene tannino ed è bruna e disseminata di dure e acuminatissime spine. Dalle radici si estrae un eccellente pigmento giallo detto morina. Il legno è pesante, particolarmente duro e resistente agli attrezzi da taglio, al tempo e alle intemperie.

### Foglie
È una pianta a foglie caduche, molto simili a quelle dell'arancio. Alterne, coriacee e acuminate, furono anche impiegate nell'alimentazione del baco da seta.

### Fiori

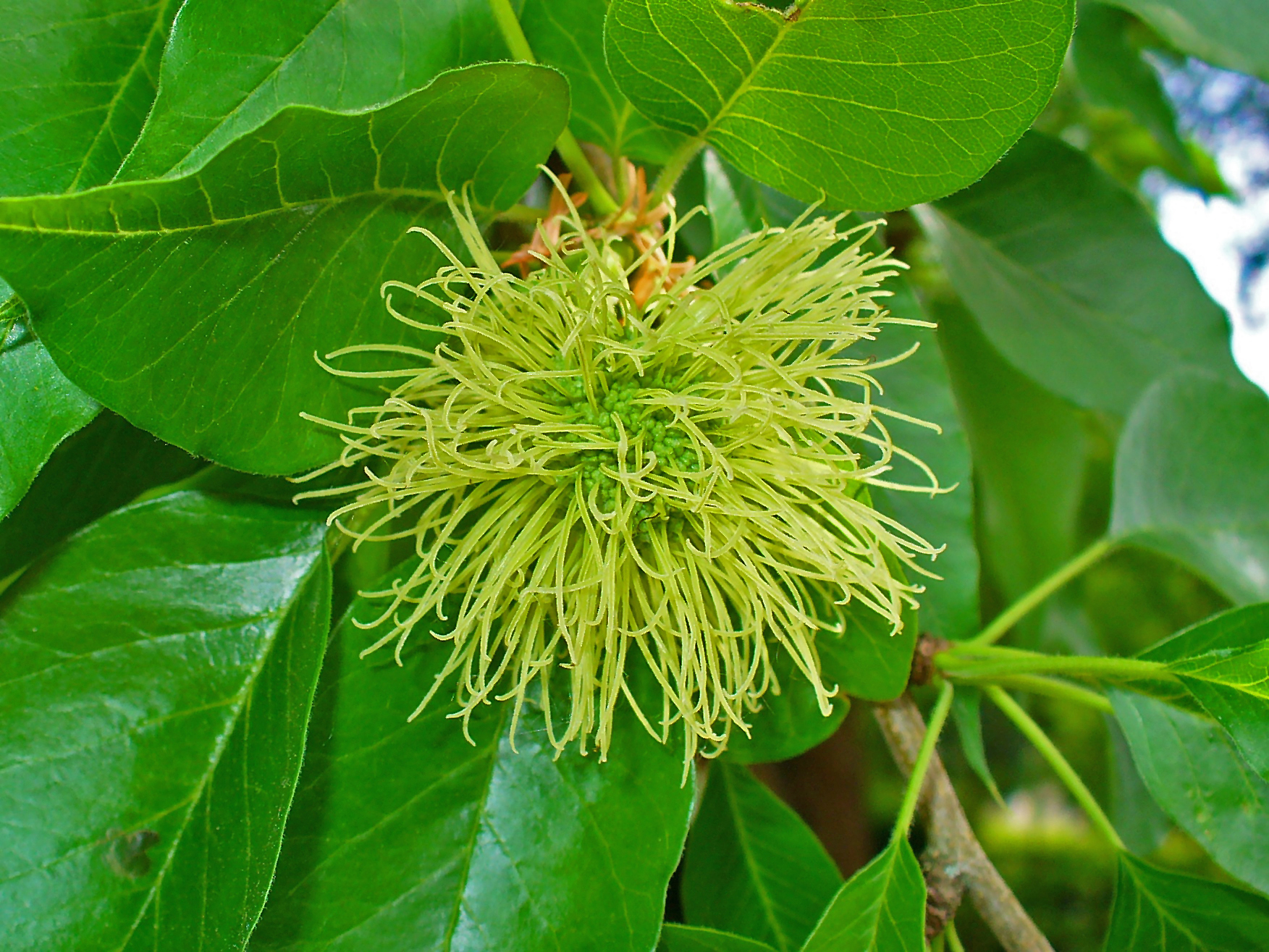
Infiorescenza femminile

La specie è dioica, cioè con fiori maschili e femminili su piante differenti. Le infiorescenze, sia maschili che femminili, sono sferiche del diametro di 2–3 cm.
I fiori maschili sono di colore verde pallido, piccoli e disposti in racemi portati su peduncoli lunghi, sottili e pendenti, che si sviluppano all'ascella di foglie sui rametti dell'anno precedente. Presentano un calice peloso a quattro lobi; i quattro stami sono inseriti di fronte ai lobi del calice, sul margine di un disco sottile. I fiori femminili sono portati in una densa testa a molti fiori sferica su un breve peduncolo robusto sui rami dell'anno. Ogni fiore ha un calice peloso a quattro lobi, un ovario supero e un lungo stilo snello.

### Frutti
La caratteristica più curiosa della pianta è il frutto che è più propriamente una infruttescenza (sorosio) derivata dalla trasformazione di un'intera infiorescenza. È infatti formata da un insieme di piccole drupe, ognuna derivante da un diverso fiore dell'infiorescenza. È un ammasso sferico dal diametro di 7 – 15 cm di colore variabile dal giallo al verde, di consistenza legnosa e con la superficie profondamente corrugata. Il frutto aperto rivela una polpa biancastra da cui cola un succo lattiginoso.

## Distribuzione e habitat
Maclura pomifera è originaria del Nord America (parte centrale degli Stati Uniti) dove viene chiamata Osage orange (arancia degli Osagi), dal nome della tribù di nativi che risiedeva nella zona di crescita di questo albero.
Nel 1818 venne introdotta in Europa e nel 1827 in Italia, dove ebbe una certa diffusione soprattutto in Toscana e nel Lazio. A Roma cresce nel Parco Volusia e nella Valle della Caffarella. 
Si suppone che fino alla fine del Pleistocene il frutto fosse consumato dalle megafaune americane (ignota ancora la specie esatta) che così provvedevano alla distribuzione della pianta. Infatti, grazie ai pollini fossili è noto che la pianta era un tempo molto più diffusa nel continente, così come oggi è coltivabile con successo in quasi tutti gli Stati Uniti continentali e buona parte del Canada meridionale, mentre nel '700 era limitata ad una fascia del Texas nordorientale (con una piccola popolazione relitta a Chisos nel Texas sud-occidentale), Oklahoma e Arkansas, con popolazioni isolate del Kansas centro-meridionale (probabilmente importata in epoca precolombiana dagli indiani per costruire archi). In natura la pianta fa fatica a riprodursi e a diffondersi, visto che in mancanza di un animale che ne mangi e disperda il voluminoso frutto, questo cade vicino alle radici della pianta madre.

## Usi

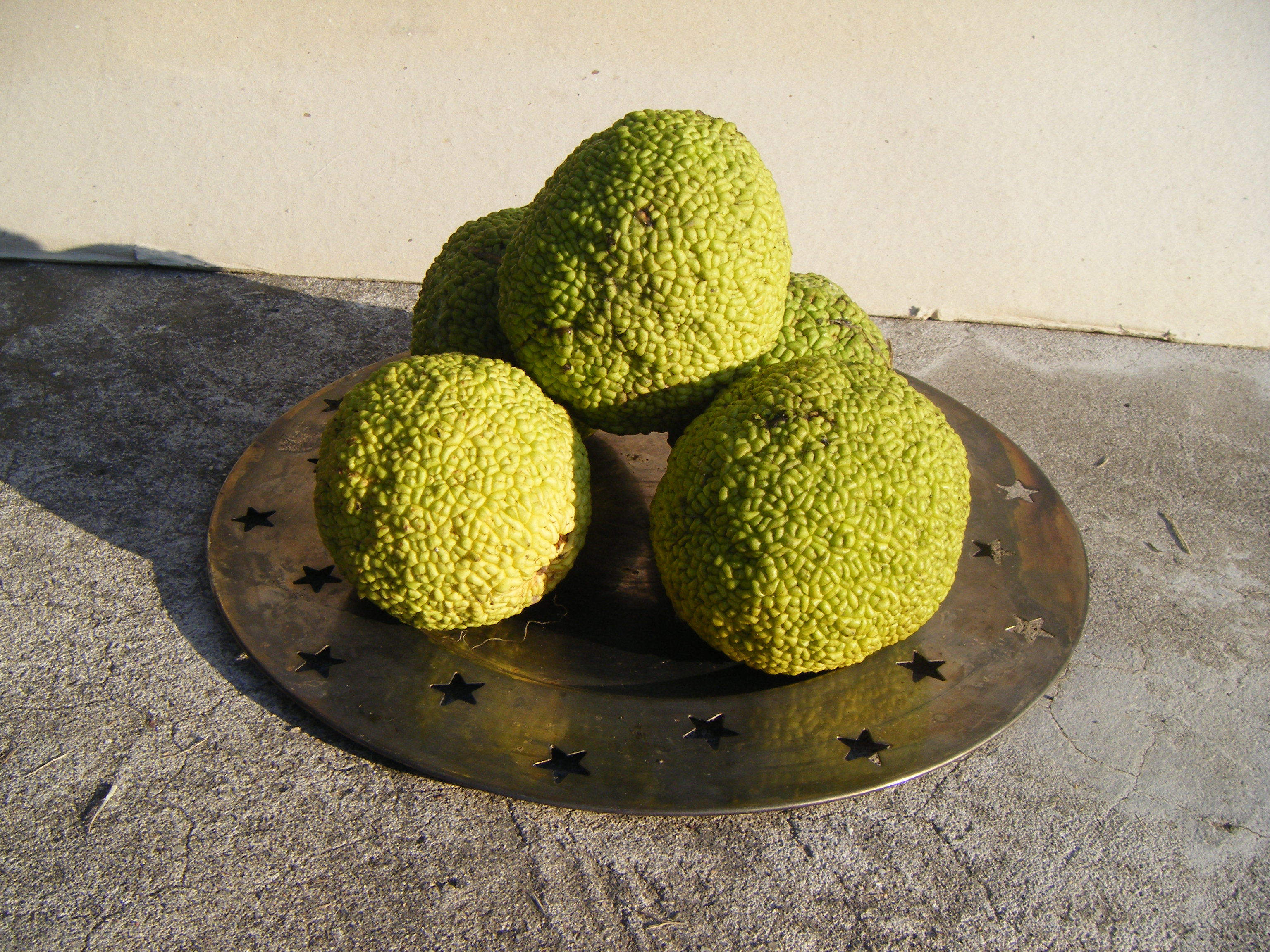
Un piatto contenente alcuni frutti di maclura

Nella sua regione d'origine, il Nord America, maclura era ben nota ai nativi, in particolare Osagi (ma anche Comanche e Kiowa), e impiegata nella costruzione di archi, tintura dei tessuti, nonché come rimedio contro le congiuntiviti e infiammazioni degli occhi. Il colorante ricavato dalla corteccia e dalle radici si usava per tingere il volto con un colore giallo limone nei rituali degli Osage, tribù dalla quale prende il nome (giallo Osage).
Il legno, durissimo ed elastico, ma dal gradevole colore ocra e dotato di bellissime venature più scure, può essere utilizzato per creazioni artigianali pregiate o per la realizzazione di attrezzi durevoli, oltre ai già menzionati archi. Infatti, il nome dato alla pianta dai primi coloni francesi fu "bodarc", ovvero la contrazione di "bois d'arc".
Il frutto è apprezzato dagli scoiattoli, mentre negli esseri umani, seppur non velenoso, causa il vomito e non è commestibile.
Negli Stati Uniti ha conosciuto sin dal primo Ottocento una certa diffusione, sia perché se potata e tenuta a livello arbustivo grazie alla caratteristica spinosità forma ottime siepi, capaci di tenere a bada il bestiame e di fungere da frangivento, sia perché è ornamentale, sia perché il suo legno dalla grande capacità di non marcire anche in ambienti saturi d'acqua era prediletto per la costruzione di pontili, ponti ferroviari e altri manufatti durevoli che dovevano resistere all'acqua. Fu impiegata anche per le piccole imbarcazioni, soprattutto in Texas a metà Ottocento.
Durante la crisi del 1929, che negli stati del West coincise con un processo di erosione e desertificazione, fu scelta da Roosevelt come principale pianta per costruire ampie siepi e boschetti frangivento.
In Italia, a partire da metà Ottocento, in seguito alla comparsa di una grave forma di infezione che colpiva le radici dei gelsi bianchi utilizzati in bachicoltura, si tentò di utilizzarne le foglie nell'alimentazione del baco da seta, ma con poco successo, vista la scarsità di nutrienti rispetto alla foglia del gelso.
Oggi è utilizzata come pianta ornamentale e per realizzare siepi invalicabili. Raggiungendo dimensioni ragguardevoli come esemplare isolato, l'albero adulto perde in gran parte la spinosità.